# Campionat del Món de natació en piscina curta de 2010
El Campionat del Món de natació en piscina curta de 2010 es va celebrar a Dubai, als Emirats Àrabs Units, del 15 al 19 de desembre de 2010. Aquest campionat, que només tenia proves de natació, va tenir lloc al Complex Esportiu de Dubai, i totes les proves van disputar-se en una piscina de 25 metres (piscina curta).
El 9 d'abril de 2006, la FINA va anunciar que Dubai havia derrotat a Istanbul com a seu pel campionat, amb un resultat d'11 vots contra 10, després d'una reunió de la FINA a Xangai, Xina.
Els Estats Units van encapçalar el medaller amb un total de 25 medalles. Es van batre un total de 57 rècords del campionat i 4 rècords mundials. L'estatunidenc Ryan Lochte i la catalana Mireia Belmonte van ser nomenats els millors nedadors de la competició. Lochte va esdevenir la primera persona a guanyar set medalles en uns mundials de piscina curta, i va ser el primer a batre un rècord del món des del canvi de les normes sobre els banyadors que van entrar en vigor el gener de 2010. Belmonte va guanyar un total de quatre medalles, encapçalant el medaller femení empatada amb l'estatunidenca Rebecca Soni.

## Països participants
La llista d'inscrits publicada al lloc web de la FINA abans del campionat contenia 153 països.
| - Albània - Alemanya - Algèria - Andorra - Angola - Antilles Neerlandeses - Aràbia Saudita - Armènia - Argentina - Austràlia - Àustria - Azerbaidjan - Bahames - Brunei - Barbados - Belarús - Bèlgica - Benín - Bolívia - Bermudes - Brasil - Brunei - Bulgària - Burkina Faso - Cambodja - Canadà - Colòmbia - Comores - Costa Rica - Costa d'Ivori - Croàcia - Cuba - Dinamarca - Djibouti - Equador - Egipte | - El Salvador - Emirats Àrabs Units - Eslovàquia - Eslovènia - Espanya - Estats Units - Estònia - Etiòpia - Filipines - Fiji - Finlàndia - França - Geòrgia - Gibraltar - Grècia - Guam - Guinea - Guyana - Hong Kong - Hondures - Hongria - Illes Caiman - Illes Cook - Illes Fèroe - Illes Marshall - Islàndia - Iraq - Israel - Itàlia - Jamaica - Japó - Jordània - Kazakhstan - Kenya - Kirguizstan - Kuwait | - Laos - Letònia - Líban - Lituània - Luxemburg - Macau - Macau - Madagascar - Maldives - Mali - Malta - Mauritània - Mèxic - Micronèsia - Moldàvia - Mongòlia - Myanmar - Namíbia - Nicaragua - Nepal - Nova Zelanda - Nigèria - Flag of the Northern Mariana Islands (3-2).svg - Noruega - Oman - Pakistan - Països Baixos - Palestina - Panamà - Papua Nova Guinea - Paraguai - Perú - Polònia - Portugal - Regne Unit - Rep. del Congo | - República Dominicana - República de Palau - Txèquia - Rússia - Ruanda - Saint Lucia - Senegal - Sèrbia - Seychelles - Singapur - Sud-àfrica - Sri Lanka - Suècia - Suïssa - Síria - Tadjikistan - Tailàndia - Togo - Trinitat i Tobago - Tunísia - Turquia - Turkmenistan - Uganda - Ucraïna - Uruguai - Uzbekistan - Veneçuela - Vietnam - Xile - R.P. de la Xina - Xipre - Xina Taipei - Zàmbia - Zimbàbue |  |

## Resultats

### Masculí
| Prova           | Or                                                                                              | Plata                                                                                             | Bronze                                                                                    |
| 50 m lliures    | César Cielo · Brasil · 20.51                                                                    | Frédérick Bousquet · Catalunya · 20.81esquena                                                     | Josh Schneider · Estats Units · 20.88                                                     |
| 100 m lliures   | César Cielo · Brasil · 45.74                                                                    | Fabien Gilot · França · 45.97                                                                     | Nikita Lobintsev · Rússia · 46.35                                                         |
| 200 m lliures   | Ryan Lochte · Estats Units · 1:41.08                                                            | Danila Izotov · Rússia · 1:41.70                                                                  | Oussama Mellouli · Tunísia · 1:42.02                                                      |
| 400 m lliures   | Paul Biedermann · Alemanya · 3:37.06                                                            | Nikita Lobintsev · Rússia · 3:37.84                                                               | Oussama Mellouli · Tunísia · 3:38.17                                                      |
| 1500 m lliures  | Oussama Mellouli · Tunísia · 14:24.16                                                           | Mads Glæsner · Dinamarca · 14:29.52                                                               | Gergely Gyurta · Hongria · 14:31.47                                                       |
| 50 m esquena    | Stanislav Donets · Rússia · 22.93                                                               | Aschwin Wildeboer · Catalunya · Sun Xiaolei · R.P. de la Xina · 23.13                             |                                                                                           |
| 100 m esquena   | Stanislav Donets · Rússia · 49.07                                                               | Camille Lacourt · França · 49.80                                                                  | Aschwin Wildeboer · Catalunya · 50.04                                                     |
| 200 m esquena   | Ryan Lochte · Estats Units · 1:46.68                                                            | Tyler Calry · Estats Units · 1:49.09                                                              | Markus Rogan · Àustria · 1:49.96                                                          |
| 50 m braça      | Felipe Silva · Brasil · 25.95                                                                   | Cameron van der Burgh · Sud-àfrica · 26.03                                                        | Aleksander Hetland · Noruega · 26.29                                                      |
| 100 m braça     | Cameron van der Burgh · Sud-àfrica · 56.80                                                      | Fabio Scozzoli · Itàlia · 57.13                                                                   | Felipe Silva · Brasil · 57.39                                                             |
| 200 m braça     | Naoya Tomita · Japó · 2:03.12                                                                   | Dániel Gyurta · Hongria · 2:03.47                                                                 | Brenton Rickard · Austràlia · 2:04.33                                                     |
| 50 m papallona  | Albert Subirats · Veneçuela · 22.40                                                             | Andri Govorov · Ucraïna · 22.43                                                                   | Stefan Deibler · Alemanya · 22.44                                                         |
| 100 m papallona | Evgeni Korotyshkin · Rússia · 50.23                                                             | Albert Subirats · Veneçuela · 50.24                                                               | Kaio Almeida · Brasil · 50.33                                                             |
| 200 m papallona | Chad Guy Bertrand Le Clos · Sud-àfrica · 1:51.56                                                | Kaio Almeida · Brasil · 1:51.61                                                                   | László Cseh · Hongria · 1:51.67                                                           |
| 100 m estils    | Ryan Lochte · Estats Units · 50.86                                                              | Markus Deibler · Alemanya · 51.69                                                                 | Sergéi Fesikov · Rússia · 51.81                                                           |
| 200 m estils    | Ryan Lochte · Estats Units · 1:50.08 (WR)                                                       | Markus Rogan · Àustria · 1:52.90                                                                  | Scott Clary · Estats Units · 1:53.56                                                      |
| 400 m estils    | Ryan Lochte · Estats Units · 3:55.50 (WR)                                                       | Oussama Mellouli · Tunísia · 3:57.40                                                              | Scott Clary · Estats Units · 3:57.56                                                      |
| 4x100 m lliures | França · Alain Bernard · Frédérick Bousquet · Fabien Gilot · Yannick Agnel · 3:04.78            | Rússia · Evgeni Lagunov · Sergéi Fesikov · Nikita Lobintsev · Danila Izotov · 3:04.82             | Brasil · Nicholas Santos · César Cielo · Marcelo Chierighini · Nicolás Oliveira · 3:05.74 |
| 4x200 m lliures | Rússia · Nikita Lobintsev · Danila Izotov · Evgeni Lagunov · Alexandr Sujorukov · 6:49.04 (WR)  | Estats Units · Peter Vanderkaay · Ryan Lochte · Garrett Weber-Gale · Richard Berens · 6:49.58     | França · Yannick Agnel · Fabien Gilot · Clément Lefert · Jérémy Stravius · 6:53.05        |
| 4x100 m estils  | Estats Units · Nicholas Thoman · Mihail Alexandrov · Ryan Lochte · Garrett Weber-Gale · 3:20.99 | Rússia · Stanislav Donets · Stanislav Lajtiujov · Evgeni Korotyshkin · Nikita Lobintsev · 3:21.61 | Brasil · Guilherme Guido · Felipe Silva · Kaio Almeida · César Cielo · 3:23.12            |

 WR: Rècord del Món

### Femení
WR: Rècord del Món

## Medaller
| Posició | País            | Or | Plata | Bronze | Total |
| 1       | Estats Units    | 12 | 6     | 7      | 25    |
| 2       | Rússia          | 4  | 4     | 2      | 10    |
| 3       | Espanya         | 4  | 2     | 2      | 8     |
| 4       | R.P. de la Xina | 3  | 5     | 6      | 14    |
| 5       | França          | 3  | 3     | 2      | 8     |
| 6       | Països Baixos   | 3  | 2     | 1      | 6     |
| 7       | Brasil          | 3  | 1     | 4      | 8     |
| 8       | Sud-àfrica      | 2  | 1     | 0      | 3     |
| 9       | Austràlia       | 1  | 7     | 3      | 11    |
| 10      | Tunísia         | 1  | 1     | 2      | 4     |
| 11      | Alemanya        | 1  | 1     | 1      | 4     |
|         | Suècia          | 1  | 1     | 1      | 3     |
| 13      | Veneçuela       | 1  | 1     | 0      | 2     |
| 14      | Japó            | 1  | 0     | 0      | 1     |
| 15      | Dinamarca       | 0  | 1     | 2      | 3     |
|         | Hongria         | 0  | 1     | 2      | 3     |
| 17      | Àustria         | 0  | 1     | 1      | 2     |
|         | Itàlia          | 0  | 1     | 1      | 2     |
| 19      | Regne Unit      | 0  | 1     | 0      | 1     |
|         | Ucraïna         | 0  | 1     | 0      | 1     |
| 21      | Bahames         | 0  | 0     | 1      | 1     |
|         | Noruega         | 0  | 0     | 1      | 1     |
|         | TOTAL           | 40 | 41    | 39     | 120   |